# Dita Roque-Gourary
Dita Roque-Gourary

Link zum Bild

Judith „Dita“ Roque-Gourary (geboren am 26. Juli 1915 in St. Petersburg; gestorben 2010 in Brüssel) war Architektin in Belgien. 1978 gründete sie den Verband L’union des femmes architectes de Belgique (L’UFAB) und war bis 1983 Vorsitzende.

## Leben und Wirken
Ihre Familie verließ St. Petersburg aufgrund der instabilen Lage im Vorfeld der Russischen Revolution und zog 1917 nach Neapel. Gourary studierte Architektur an der Technischen Universität Wien. Aufgrund des Anschlusses Österreichs mit der Eingliederung in das nationalsozialistische Deutsche Reich konnte sie ihr Studium in Wien kurz vor dem Ende nicht mehr abschließen. Sie verließ das Land und wechselte an die École Nationale Supérieure des Arts Visuels de La Cambre in Brüssel. Die Hochschule La Chambre war eine 1926 von Henry van de Velde gegründete Akademie für Architektur und bildende Kunst.
Nach dem Studienabschluss blieb Gourary in Belgien. Viele ihrer zwischen 1941 und 1945 entstandenen Bauten wurden während der deutschen Besatzung 1941 bis 1944 zerstört. Von 1945 bis 1948 arbeitete sie mit dem Architekten Jean Nicolet Darche zusammen. Sie realisierte mehrere Wohnhäuser, wie die Residence de Mol in St. Gilles (1947) und die Gaullet Residence in Wasmuel (1949). Anschließend machte sie sich mit einem eigenen Architekturbüro selbstständig. Sie spezialisierte sich auf die Renovierung von Wohnhäusern aus dem 19. und frühen 20. Jahrhundert, wie das Wohnhaus Van Den Hecke in Brüssel (1949/50). Nach der Hochzeit mit dem Architekten Jean Roque arbeiteten beide in einem gemeinsamen Büro. Neben Häusern entwarf Dita Roque-Gourary auch Möbel und Textilmuster. Sie gestaltete Räume für die israelische Botschaft und das Interieur einer israelischen Fluggesellschaft.
Im Jahr 1978 gründete Roque-Gourary die L’union des femmes architectes de Belgique, einen Interessenverband der Architektinnen in Belgien und war bis 1983 dessen Vorsitzende. Sie war eine bekannte Rednerin der Internationalen Union der Architektinnen (UIFA) und setzte sich auf vielfältige Weise bis zu ihrer Pensionierung 1984 für die Arbeit von Frauen in der Architektur ein.
Dita Roque-Gourary starb 2010 im Alter von 95 Jahren. Ihr Nachlass enthält Notiz- und Skizzenbücher aus der Kindheit, Dokumente, Zeichnungen und Veröffentlichungen ihrer Arbeit als Architektin sowie persönliche Dokumente, Reden und weitere Unterlagen zum Thema Frauen in der Architektur.
Im Jahr 2019 fand in der Technischen Universität Wien eine Ausstellung über die „Pionierinnen der Architektur an der TH / TU Wien“ statt. Neben Dita Roque-Gourary waren weitere Architektinnen wie Lucia Aichinger, Karola Bloch, Elizabeth Close, Dora Gad, Adelheid Gnaiger, Gusti Hecht, Ilse Koci, Helene Koller-Buchwieser, Brigitte Kundl, Edith Lassmann, Eva Mang-Frimmel, Ulrike Manhardt, Lionore Perin-Regnier, Melita Rodeck, Helene Roth, Elise Sundt und Slawa Walewa-Coen vertreten.

## Projekte (Auswahl)

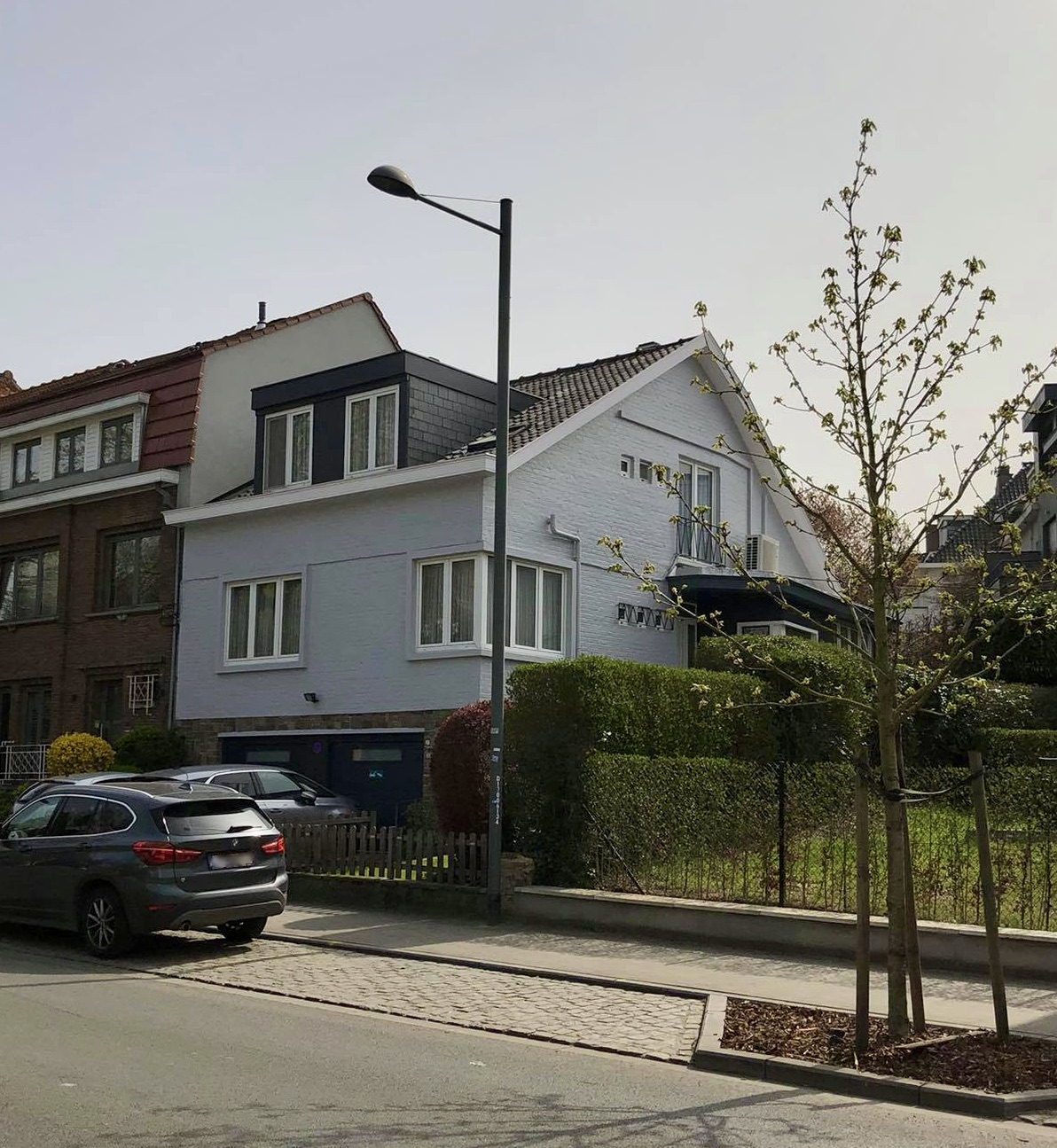
Villa 3 Façades, Uccle

aus der Sammlung des Virginia Polytechnic Institute and State University:
- 1950: Residenz Van Den Hecke, Brüssel
- 1952: Geschäftshaus in der Adolphe-Maxiaan-Straße, Brüssel
- 1954: Renovierung de Ridder, Brüssel
- 1954: Gestaltung für die Israel-Messe, Brüssel
- 1954: Villa Construction, Schaerbeek
- 1955: Residenz Brysz, Brüssel
- 1956: Residenz Zmigrod/Investment Property, Brüssel
- 1956: Wohnhaus mit 3 Fassaden, Uccle
- 1950–1970: Residenz Perelman, Brüssel

Die folgenden Entwürfe sind undatiert:
- Renovierung der Wohnung Rue Faider
- Wohnsitz Avery
- Fourvel Pavilion
- Kaufhaus Hirsh, Brüssel
- Renovierung eines alten Herrenhauses, Brüssel
- Projekt für ein Hotel- und Wohnzentrum
- Projekt für Häuser für die Michelin Society of Zuen, Zuen
- Projekt für eine zerlegbare Wohnung, Ardennen
- Rassco-Siedlung, Tel Aviv Nord
- Renovierung eines Wohnhauses, Hewitt Bay Park, New York
- Renovierung des Shoham-Geschäfts in der Ravensteinstrasse, Brüssel
- Umgestaltung und Innenarchitektur eines Patrizierhauses aus dem 19. Jahrhundert, Brüssel